# Aidan Gillen
Aidan Gillen (/ˈɡɪlən/; tên khai sinh: Aidan Murphy; sinh ngày 24 tháng 4 năm 1968) là một nam diễn viên người Ireland.